# Жахливий Генрі 3D
«Жахливий Генрі 3D» (англ. Horrid Henry: The Movie) — британський фільм режисера Ніка Мура 2011 року. Є першим англійським фільмом для дітей у форматі 3D.

## Сюжет
Генрі (Тео Стівенсон) — дванадцятирічний хуліган на прізвисько «Жахливий», який мріє стати рок-зіркою і очолює шкільну банду «Фіолетова рука». Удома він постійно дошкуляє батькам, а брата змушує робити власні домашні завдання. У школі «Ештон» він створює проблеми вчителям, ворогуючи із бандами «Ідеальні хлопчики» власного брата «Слухняного» Пітера (Росс Маррон) та дівочим «Таємним клубом», який очолює відмінниця «Мерзенна» Марґарет (Scarlett Stitt).
Коли директор приватного ліцею «Брікхаус» Вік фон Морщині (Річард Е. Ґрант) робить спробу закрити школу і перевести її учнів до власного навчального закладу із високою платою за навчання, Генрі вирішує об'єднати зусилля із власними ворогами, Марґарет та Пітером. Вони створюють план порятунку школи. Вважаючи, що зробивши відомим власний гурт «Zero Zombies» можна відвернути закриття школи, вони мають намір перемогти на конкурсі талантів. На їх шляху стоять міс Оддбод (Ребекка Фронт) та Соггі Сід (Девід Шнайдер), але попри все Генрі вдається перемогти. Проте перемога у конкурсі на знімає загрози зі школи. Міс Оддбод пояснює Генрі, що це було лише шоу.
Марґарет і Пітер пояснюють Генрі, що не все втрачено і його залучено до «2 Cool 4 School» (Too Cool For School), де він може виграти грошовий приз. Генрі перемагає і ведучі (Річард МакКорт та Домінік Вуд) пропонують йому конфісковані іграшки, але Генрі наполягає на врученні саме грошової нагороди. Він очікує на зустріч із «Жахливим учителем», яким насправді виявляється міс Секіра (Анжеліка Г'юстон). Воня вітає Генрі і вручає йому грошову винагороду, після чого Генрі разом із Марґарет поспішають до міс Оддбод.
Тим часом, Вік фон Морщині у власному офісі тримає міс Лавлі (Парміндер К. Награ), Пітера та його друзів у заручниках. Міс Лавлі увімкнула власний мобільний телефон і заохотила директора розповісти деталі його плану. Таким чином міс Оддбод змогла почути розмову із власного телефону, після чого вирішила відхилити пропозицію директора. Вік фон Морщині намагався втекти, але був схоплений поліцією та заарештований разом зі спільниками.
Коли Генрі і Марґарет зустрілися із міс Оддбод та запропонували їй гроші, вона відмовилася, оскільки була вже знайома з планом Віка фон Морщині. Наступного дня сім'я разом із друзями привітали із порятунком школи Генрі, влаштувавши з цього приводу святкову вечірку.

## В ролях
- Тео Стівенсон — Жахливий Генрі
- Анжеліка Г'юстон — міс Секіра
- Парміндер К. Награ — міс Лавлі
- Річард Е. Ґрант — Вік фон Морщині
- Метью Хорн — Тато
- Росс Маррон — Слухняний Пітер
- Scarlett Stitt — Мерзенна Марґарет
- Ребекка Фронт — міс Оддбод
- Ноель Філдінг — Ед Бангер
- Девід Шнайдер — Соггі Сід
- Річард МакКорт — телеведучий Дік
- Домінік Вуд — телеведучий Дом

та інші.

## Критика
Фільм одержав негативні відгуки від кінокритиків. Вебсайт Rotten Tomatoes згідно з зібраними оглядами повідомляє, що з 17 кінокритиків про фільм позитивний огляд склали 12%, а середній рейтинг фільму становить 3.7 із 10.

## Прокат
Кінопрем'єра фільму відбулася 29 липня 2011 року у Великій Британії та Ірландії. Кінопоказ в Україні розпочався 22 вересня 2011 року під назвою «Жахливий Генрі 3D».

## Телепрем'єра в Україні
Дата телепрем'єри — 7 січня 2012 року під назвою «Сам удома 5: Жахливий Генрі» на телеканалі «1+1». Фільм жодним чином не пов'язаний із серією фільмів «Сам удома».

## Саундтрек
25 липня 2011 року на підтримку фільму лейбл Universal Music TV випустив офіційний саундтрек: Horrid Henry: The Movie (OST).
| Трек | Пісня                 | Виконавці                                        |
| ---- | --------------------- | ------------------------------------------------ |
| 1    | Too Cool for School   | Тео Стівенсон                                    |
| 2    | Everybody Dance       | Кімберлі Волш                                    |
| 3    | Boys and Girls        | Pixie Lott                                       |
| 4    | Party Rock Anthem     | LMFAO Feat. Lauren Bennett & Goonrock            |
| 5    | (Gonna Be a) Rockstar | Killer Boy Rats                                  |
| 6    | Beat of My Drum       | Нікола Робертс                                   |
| 7    | One Time              | Джастін Бібер                                    |
| 8    | Shine a Light         | Mcfly Feat. Taio Cruz                            |
| 9    | When I'm King         | «Жахливий» Генрі, «Слухняний» Пітер, Тато і Мама |
| 10   | Get Down              | Twenty Twenty                                    |
| 11   | Special Brew          | Bad Manners                                      |
| 12   | Horrid Homework Haze  | Killer Boy Rats                                  |
| 13   | I Gotta Feeling       | The Black Eyed Peas                              |
| 14   | Rock Down             | Free Amigos                                      |
| 15   | Ego                   | The Saturdays                                    |
| 16   | Underdog              | You Me at 6                                      |
| 17   | Monster               | The Automatic                                    |
| 18   | Dynamite              | Taio Cruz                                        |
| 19   | All the Small Things  | Jedward                                          |
| 20   | I'm Horrid Henry      | Killer Boy Rats                                  |